# VH1
VH1 (originalmente um inicialismo de Video Hits One) é um canal de televisão por assinatura americana com a sede em Nova York, de propriedade da Paramount Media Networks. Foi originalmente criado pela Warner-Amex Satellite Entertainment, na época uma divisão da Warner Communications e o dono original da MTV, e lançado em 1 de janeiro de 1985, no canal instinto Cable Music Channel, de curta duração da Turner Broadcasting System.
O propósito original do canal era basear-se no sucesso da MTV ao reproduzir videoclipes, mas tendo como alvo um grupo demográfico um pouco mais antigo do que o canal irmão, concentrando-se no lado mais leve e suave da música popular. Mais recentemente, muito parecido com a MTV, a VH1 tem estado na área da programação de reality shows, como Behind the Music, a série I Love… e o bloco de programação Celebreality, como parte do foco atual do canal em programação voltada principalmente para mulheres.
Em janeiro de 2016, aproximadamente 90,2 milhões de domicílios nos EUA recebiam VH1.

## História

### Início da história da VH-1 (1985-1994)

#### Formato eVJs
A VH1 teve como objetivo se centrar no mais leve e suave lado da música popular, incluindo músicos como Tina Turner, Elton John, Sting, Donna Summer, Kenny G, e Anita Baker, na esperança de atrair as pessoas ente 18 e 35 anos, e possivelmente as mais velhas. Em "vídeos" para a gravadora Motown eram caracterizados os primeiros anos da rede, e também a década de 1960 na rádio repleto de noticiários e filmagens de concertos. A VH1 inicia sua transmissão em 1 de janeiro de 1985 ao som de "The Star-Spangled Banner" cantada por Marvin Gaye.
Desde o início, VH1 foi titulado como uma versão urbana da MTV. O canal passou a apresentar mais jazz e intérpretes de R&B que não eram tão famosos no meio urbano naquele tempo. As primeiras pessoas principais na no canal foram Don Imus (atuando depois na WNBC), Frankie Crocker (diretor e DJ de programas, atuando depois na WBLS), Scott Shannon, Jon Bauman (o "Bowzer" do "Sha Na Na"), Bobby Rios e Rita Coolidge.
Mais tarde, VJ's são incluídos como Tim Byrd, na época da WPIX-FM (atual XRXP), uma estação de rádio cuja programação era repleta de baladas elétricas e R&B sendo orientadas em um formato que corresponderia a VH1, e Alison Steele ("O Nightbird", na época participando da WNEW-FM). Mais tarde, Rosie O'Donnell foi integrada ao time de veejays. O'Donnel seria um destaque de um programa do tipo stand-up comedy com diversos comediantes a cada episódio. Com um toque adicional para divulgar a rede em estações de rádio, nos primeiros anos da rede os jingles eram produzidos pela JAM Creative Productions, em Dallas, que já tinha produzido os mesmos para estações de rádio em todo o mundo.
O modelo de jingles deixou margem para ocasionais preferencias do VJ. O estilo de Dom Imus usou um segmento em 1985 mostrando uma chamada com Sade com uma uva oval em cima de sua cabeça.

#### Programação inicial
A VH1 tinha top 40 para adultos, incluindo músicos como Ace of Base, Melissa Etheridge, Sheryl Crow e outros artistas do rock um pouco mais populares do que os inicialmente apresentados, embora os artistas favoritos da música contemporânea adulta naquela época nos Estados Unidos, ainda foram apresentados intensamente com seus vídeos musicais em 1994.

#### New Visions
New Visions era um programa típico no início da programação do VH1, que incuiu uma série de vídeos e performances em estúdio com bandas e artistas de smooth Jazz e new age, incluindo Spyro Gyra, Andy Narell, Mark Isham e Yanni. Na primeira apresentação do programa diversos músicos foram convidados à participar, mas acabou que Ben Sidran se tornou um apresentador permanente.

#### VH1: Music First(1994-2003)
Em dezembro de 1994, VH1 é renomeada como "VH1: Music First" (VH1: Música Primeiro), por causa do declínio de audiências sofrido no início da década de 1990. Em 1996, VH1 foi titulada assim como a MTV, uma variedade de prgramas relacionados mais com a música do que com vídeos musicais. Adicionalmente, a rede começou a expandir sua lista de vídeos musicais para incluir mais rock e rap. Os antigos episódios de "American Bandstand" foram apresentados normalmente no canal. Neste tempo, as avaliações sobre o canal começaram a descer.

#### Video Countdown
Como parte do renomeação do VH-1 como "VH1: Music First" em 1994, o canal começou a apresentar novas séries, o "VH1 Top 10 Countdown", que exibia vídeos julgados como os dez melhores, eram exibidos em origem decrescente (do 10° ao 1° colocado) semanalmente. Uma combinação de recorde de vendas, número de repetições de canções no rádio (airplay), rodadas de vídeos e quadro de postagens de mensagens faziam parte do programa. A mudança do elenco de VJs era recorrida ao longo dos anos. O programa se expandiu exibindo ao invés de dez, vinte vídeos musicais, mudando o nome do programa para "VH1 Top 20 Video Countdown" em 1999. O "VH1 Top 20 Countdown" é estreado sendo exibido em todos os sábados às 9h00min e também nas segundas e terças-feiras às 8h00min.

#### Pop-Up Video
As coisas mudaram bem drástica mente para a VH1 em sua queda de 1996, com a estreia do programa Pop-Up Video, uma muito bem-sucedida série popular que na qual mostrava as carreiras de artistas com destaque naquele momento, dentro de uma bolha que insinuava ser de banho.
Sendo que Pop up video voltou a ser transmitido no dia 2 de abril de 2012 às 19:00 de segunda a sexta reprisando os episódios da semana aos sábados. O VH1 em julho começou a reprisar os programas anteriores sem horário fixo.

#### Behind the Music
Em agosto de 1997, a VH1 estreia o seu primeiro programa em um navio, o "Behind the Music". A cada semana um cantor é entrevistado e conta a sua vida. Durante aproximadamente 1 Hora e 30 Minutos ele tem liberdade de contar as dificuldades que enfrentou e outras coisas que aconteceram durante o período que não eram famosos. O programa já entrevistou famosos como: Christina Aguilera, Britney Spears e Selena Gomez. O primeiro episódio foi sobre Milli Vanilli.

#### Legends
Logo depois, a VH1 criou Legends, caracterizando artistas que contribuíram significativamente na história da música para classificar como "Legends", isto é, os artistas que não são incluidos na categoria das biografias de "Behind the Music". Os artistas ou bandas com perfil relatado até agora foram: AC/DC, The Bee Gees, Carman, Johnny Cash, Eric Clapton, George Clinton, Guns N' Roses, Crosby, Stills, Nash & Young, The Doors, Aretha Franklin, Marvin Gaye, Jimi Hendrix, Led Zeppelin, Pink Floyd, Nirvana, Judas Priest, Queen, Kiss, Bruce Springsteen, Neil Young, The Who, Michael Jackson, U2 , Scorpions, Jon Bon Jovi, Bon Jovi, Céline Dion, Anastacia, Deep Purple, Sérgio Godinho, Jorge Palma, The Beatles, Kim Wilde, Brandi Carlie, Belinda e Alice In Chains.

#### Save the Music Foundation
Durante os dias Music First, a VH1 cria o Save The Music Foundation, no qual servia para preservar e aprimorar os programas educacionais musicais nas escolas locais. O Save The Music Foundation foi fundado em 1997 comprando novos instrumentos musicais para restaurar programas educacionais de música, que haviam sido parados devido à anteriores restrições orçamentais ou pelo risco de extinção ocasionada pela falta de instrumentos. O projeto foi o "cérebro infantil" do presidente John Sykes da VH1 e foi desenvolvido por Bob Morrison quando ele foi o primeiro CEO do canal. Esta fundação também conduziu campanhas de conscientização, campanhas para aquisição de instrumentos musicais e eventos de angariação de fundos. Em setembro de 2007, o projeto celebra seus dez anos em atividade.

#### VH1 Divas
Em 1998, a VH1 inicia o primeiro e anual concerto VH1 Divas, com as "divas" Mariah Carey, Aretha Franklin, Shania Twain, Gloria Estefan e Céline Dion, e também com a "convidada especial" Carole King. Outras apresentações extremamente bem sucedidas são produzidas nos anos segintes. Em 1999, os "divas" do programa mudam, sendo Cher, Tina Turner, Whitney Houston, LeAnn Rimes, Mary J. Blige, Faith Hill, Chaka Khan, Elton John e Brandy Norwood. O programa tornou-se um grande sucesso e com futuras produções no ano seguinte com Diana Ross, Donna Summer, Destiny's Child, Shakira, Anastacia, Dixie Chicks, Jessica Simpson foram também feitas com as mesmas integrantes. Alguns artistas  como Mariah Carey, Cher , Whitney Houston, Aretha Franklin, Shania Twain, Celine Dion e Faith Hil se apresentaram em dois concertos da VH1.

#### "Movies That Rock"
Em 1999, a VH1 produz seu primeiro longa-metragem, Sweetwater: A True Rock Story (br: Na estrada do Rock), que narrava a história da banda Sweetwater. No seu terceiro longa-metragem — que foi lançado em 2000 —, o "Two of Us", se focaliza em um fictício encontro entre John Lennon e Paul McCartney. Ao longo dos próximos três anos, eles participam de mais de uma dúzia de filmes, incluindo sobre as biografias de Ricky Nelson, M.C. Hammer, The Monkees, Meat Loaf, e Def Leppard.
A VH1 continua a exibir o Movies That Rock só que em uma base regular, expandindo para incluir filmes não produzidos pela VH1. Tipicamente, esses filmes são exibidos nas tardes de segunda à sexta-feira e no final de semana. O assunto continua essencialmente centrado na música e em músicos, apesar de o programa ter já exibido o filme Space Jam que trata de jogos de basquete com a presença dos Looney Tunes da Warner Bros.

#### Diversificação
Nos finais da década de 1990, a VH1 continua a obter os mais diversos e baseados em jovens com esta seleção musical, e com isto, em 1994 a rede atualiza seu logo, chamando este de "Big 1". Vários shows de finais de noite foram exibidos na VH1, sendo estes compostos de vídeos de rock alternativo e metaleiro da década de 1980 e década de 1990. A VH1 eventualmente tem "aquecido" artistas do hard rock, como as bandas Red Hot Chili Peppers, Foo Fighters e Metallica, e, os seus novos videoclipes são geralmente imediatamente adicionados na playlist da VH1.
Desde o início da década de 2000, a VH1 sequer começou a exibir os fluxos principais de rappers. Os últimos vídeos do Eminem, Jay-Z, Snoop Dogg, e Missy Elliott começaram a serem exibidos com uma certa frequência no canal e já exibidos no "Video Countdown", a partir dos finais de 2002. O canal também exibiu a música de artistas da América Latina, tais como Ricky Martin, Marc Anthony, Enrique Iglesias, Thalia e Shakira.

#### Tendências anteriores
rockDocs foi o título sob o qual a VH1 junto com algumas empresas produziu vários documentários musicais. Dentre essas séries de documentários produzidos pela VH1, pode-se citar And Ya' Don't Stop que é uma quarta parte das séries sobre a história do hip-hop, Heavy: The Story of Metal, e The Drug Years que conta a história de diversas culturas narcóticas que mudaram certas questões nos Estados Unidos. Filmes produzidos por outros estúdios também foram lançados como rockDocs, incluindo Woodstock, Madonna: Truth or Dare, Tupac: Resurrection, Metal: A Headbanger's Journey, Awesome; I Fuckin' Shot That! que era sobre os Beastie Boys, e o mais recente Last Days of Left Eye que documentou o último mês de vida da cantora Lisa Lopes da banda TLC.
O canal suportou críticas por ter o programa Music Behind Bars que incidia sobre músicos quando estavam encarcerados em presídio. Essas críticas tinham a opinião de que prisoneiros, principalmete os condenados por homicídio, não tinham direito a qualquer exposição.
O canal começou a produzir e exibir o programa Where Are They Now? de 1999 a 2002. A atração era sobre antigas celebridades, com informações atualizadas sobre o seu estado profissional e pessoal. Cada episódio foi dedicado a um gênero musical diferente.

### Atual fase da VH1 (2003-presente)
A mudança começou nos finais de 2002, com o sucesso de "I Love the '80s", a décima parte da série "I Love the…". O programa "I Love the…" continuou com "I Love the '70s" em 2003.
No mesmo ano a rede muda seu foco novamente, desfazendo de "Music First" que era parte do nome do canal, e introduzindo seu novo logo em forma de uma caixa. O canal, havendo saturação das séries de "Behind The Music" — derivado do BTM2, com trinta minutos que contava história de artistas presentes em tops de paradas de sucesso —, obteve-se no passado em ponto de exibição de vídeos musicais em uma base regular, e tendo um declínio de 35% no índice da audiência ao longo dos últimos anos, a rede começou a visar o mercado da nostalgia poupular cultural, assim como a MTV. A rede atualmente exibe reality-shows.